# Non multa, sed multum

Non multa, sed multum (uneori scris fără virgulă) este o expresie latină care se traduce literal nu multe [lucruri], ci mult [în sensul de considerabil], cu înțelesul nu mult cantitativ, ci substanțial (i.e., calitativ). Parafraza în limba română este formularea nu mult și prost, ci puțin și bine.
Construcția gramaticală a expresiei Non multa sed multum este similară cu cea a expresiei Non nova sed nove (cu sau fără virgulă înaintea conjucției sed, însemnând dar, ci, însă, în limba română), care se poate traduce aproximativ prin perifraza nu lucruri noi, ci prezentate într-o modalitate nouă.